# Манастир Добрунска Ријека
Манастир Добрунска Ријека (манастир Светог оца Николаја) припада Српској православној цркви и налази се у Добрунској Ријеци, а припада Дабробосанској митрополији.

## Положај
Манастир Светог Николе налази се у селу Добрунска Ријека, у општини Вишеград. Смештен је на ушћу речица Ундруље и Будимлије, испод планине Варда, на путном правцу Добрун—Увац.

## Историја
Манастир је основан 2009. године као метох манастира Добрун, са намером да се Издавачка кућа Митрополије дабробосанске „Дабар” пресели на ову локацију. На иницијативу народа овог краја донета је одлука да се подигне црква Светог Николе. Грађевински одбор, на челу са јеромонахом Јованом, а по благослову митрополита дабробосанског Николаја Мрђе, направио је идејни пројекат целог манастирског комплекса.
Дана 23. маја 2004. године, на празник Преноса моштију Светог оца Николаја, митрополит Николај освештао је темеље храма, а наредне године освештани су и темељи конака. Наредних година црква је довршена, покривена и на њу постављени крстови, завршен је и конак и саграђен мост до манастирског комплекса, а 2009. године се у манастирски комплекс уселило монаштво и ту је смештена издавачка кућа „Дабар” са редакцијама листова „Дабар” и „Соко”. Године 2012, из техничких разлога, седиште Српског соколског друштва „Соко” премештено је из манастира Добрун у овај манастир.

## Здање и конаци
У порти манастира налази се споменик Драгољубу Дражи Михаиловићу, а недалеко од овог здања, на месту на ком је Михаиловић ухваћен, постоји споменик који је подигла Скупштина општине Крагујевац, као и гробница и споменик побијеним пратиоцима Михаиловића: мајору Драгиши Васиљевићу, капетану Николи Мајсторовићу и поручнику Благоју Ковачу.